# Медоуз, Роксана
Рокса́на Ме́доуз (англ. Roxanne Meadows, род. 12 апреля 1948) — американский иллюстратор и проектировщик технических и архитектурных объектов, продюсер и режиссёр документальных фильмов. Наиболее известна как партнёр футуролога и инженера Жака Фреско с 1975 года в основанном ими «Проекте Венера».

## Биография и карьера
Окончила Колледж искусств Мура, получила степень бакалавра изобразительных искусств в Институте искусств штата Мэриленд. Долгое время изучала черчение, архитектуру и моделирование под руководством Жака Фреско. Была соучредителем компании Architectural Arts Inc., которая работала в том числе с такими клиентами, как Disney Development Corp. и Wilbraham and Monson Academy.
Во время работы над «Проектом Венера» подготовила многие иллюстрации, модели и планы, которые были опубликованы в различных изданиях или показаны в документальных и художественных фильмах, а также принимала участие в проектировании и строительстве исследовательского центра. После смерти Фреско в 2017 году, продолжает читать лекции, проводить семинары и популяризировать идеи проекта.

## Фильмография
| Год  |     | Русское название           | Оригинальное название    | Роль                                    |
| ---- | --- | -------------------------- | ------------------------ | --------------------------------------- |
| 1998 | док | Добро пожаловать в будущее | Welcome to the Future    | продюсер, редактор                      |
| 2002 | док | Самовозводимые структуры   | Self Erecting Structures | продюсер, режиссёр, редактор            |
| 2002 | док | Морские города             | Cities in the Sea        | продюсер, режиссёр, редактор            |
| 2006 | док | Проектирование будущего    | Designing the Future     | продюсер, режиссёр, редактор            |
| 2012 | док | Рай или забвение           | Paradise or Oblivion     | продюсер, режиссёр, редактор            |
| 2015 | док | Выбор за нами              | The Choice Is Ours       | сценарист, продюсер, режиссёр, редактор |